# Ngujung (Malo)
Ngujung is een bestuurslaag in het regentschap Bojonegoro van de provincie Oost-Java, Indonesië. Ngujung telt 1415 inwoners (volkstelling 2010).